# Theodor Hoffmann (Pastor)
Theodor Wilhelm August Hoffmann (* 20. Januarjul. / 1. Februar 1865greg. in Sankt Petersburg, Russisches Kaiserreich; † 22. Mai 1919 in Riga, Lettische SPR), lettisch Teodors Hofmanis, war ein deutsch-baltischer Pastor. Er gilt als evangelisch-lutherischer Märtyrer und ist auf dem Rigaer Märtyrerstein verzeichnet.
Die Datumsangaben in diesem Artikel richten sich, wenn nicht anders angegeben, für den Zeitraum bis 1918 nach dem julianischen Kalender.

## Leben und Familie

### Jugend und Ausbildung
Theodor Hoffmanns Vater war der Apotheker Friedrich Theodor Hoffmann (1818–1900), seine Mutter war Antonie Caroline Catherine
Paucker (1829–1865). Seine älteren Geschwister waren Carl Georg Otto Hoffmann (1852–1853), Auguste Caroline Emilie Hoffmann (1853–1924), Agnes Wilhelmine Alexandra Hoffmann (1855–1940, verheiratete Paucker, Mutter des Pastors und Märtyrers Walther Paucker), Heinrich Conrad Ferdinand Hoffmann (1856–1927) und Julie Antonie Hoffmann (1860–1868); seine jüngeren Brüder waren Arnold Johannes Walter Hoffmann (1867–1868) und Arnold Gottfried Hoffmann (1868–1906). 
Seine gesamte Kindheit verbrachte Theodor Wilhelm August Hoffmann in St. Petersburg, wo er zunächst Hausunterricht erhielt und von 1877 bis 1883 die Annenschule besuchte, die er mit dem Abitur abschloss. Da er sich als Balte fühlte, betrachtete er die Stadt aber nicht als seine Heimat.
Theodor Hoffmann begann 1883 sein Theologiestudium an der Kaiserlichen Universität Dorpat im Alter von 17 Jahren und schloss es 1888 im Alter von nur 22 Jahren mit dem Kandidatengrad zur allgemeinen Zufriedenheit ab. Noch im selben Jahr bestand er die Prüfungen vor dem Konsistorium in Riga. Seit dem 7. Februar 1886 war er Mitglied des Theologischen Vereins Dorpat. 1888 bis 1889 verbrachte er sein Probejahr bei Pastor von Holst in Riga.
Er erhielt ein Attestat als Oberlehrer im Fach Religion, wirksam ab dem 2. April 1889; bereits vorher war er zum lutherischen Religionsunterricht am Rigaschen Gouvernementsgymnasium zugelassen. Dort beziehungsweise am Nikolai-Gymnasium arbeitete er als Oberlehrer von 1888 bis 1901. Er wich auf das Lehramt aus, weil er für das geistliche Amt zu jung war. Ab 1889 arbeitete er auch als Religionslehrer an der Stadt-Töchterschule.
Am 13. November 1892 wurde er schließlich in Riga von Propst Gaehtgens zum Vikar ordiniert. Er versah nun seinen Dienst in der St. Petri-Gemeinde in Riga, die er jetzt schon trotz ihrer Größe allein leiten musste, obwohl sie für gewöhnlich drei Pastoren hatte. Es war aber einer der Pastoren verstorben, während der zweite schwer erkrankt und der dritte wegen Vergehen gegen die Russisch-Orthodoxe Kirche vom Dienst suspendiert worden war, was zur Zeit des russischen Staatskirchentums häufig vorkam. Ferner war er Religionslehrer an der Hasfordschen Schule, was insgesamt eine immense Arbeitsbelastung mit sich brachte. Unter den Folgen dieser Überanstrengung litt er für Jahre.

### Nachmittagsprediger in Riga
1893 wurde Theodor Hoffmann an der Petrikirche als „Nachmittagsprediger“ eingeführt. Diese Stellung sollte er für 27 Jahre innehaben. Er litt darunter, dass er nie zum Gemeindepfarrer gewählt wurde, weil seine Gemeinde sich auf seine „Nachmittagsgottesdienste“ beschränken musste, beschwerte sich aber nicht über die Zurücksetzung, sondern versuchte, seiner Gemeinde neben seinem belastenden Lehrerberuf so gut wie möglich zu dienen.
Am 14. September 1893 heiratete er in Riga Lucie Ella Margarethe Schuhmacher (1869–1953). Am 24. Juli 1894 wurde in Riga sein Sohn Friedrich Wilhelm Theodor Hoffmann († 1945) geboren, am 22. Juni 1895 seine Tochter Elsbeth Antonie Lucie Hoffmann († 1970), am 13. September 1898 Gerda Hilma Alexandrine Hoffmann (verheiratete Schummer), am 27. Februar 1902 Heinrich Conrad August Hoffmann († 1968) und am 30. November 1903 Margarete Agnes Hedwig Hoffmann (verheiratete Becker, † 1990). 
Während des Lettischen Unabhängigkeitskrieges näherten die Bolschewiki sich Riga. Theodor Hoffmann war klar, welche Gefahr ihm drohte; Flucht kam für ihn aber nicht in Frage. Sein ältester Sohn war Schwadronsführer in der Baltischen Landeswehr. Dieser wurde aus Riga abgezogen, ohne sich persönlich verabschieden zu können. So bat er seinen Vater per Telefon, gemeinsam mit seiner Frau zu fliehen. Theodor Hoffmann antwortete:

„Ich bleibe, ich bin in Gottes Hand. Meine Gemeinde verlass ich nicht. Ich tue meine Pflicht, tu du die deine.“

Der Sohn gab ihm Recht. Während der Sohn mithalf, die Rückeroberung des Baltikums vorzubereiten, kämpfte der Pastor auf seine Art für seine Gemeinde. 

### Zur Zeit der Bolschewiki
Die Bolschewiki, die nun Riga besetzten, machten die Petrikirche zu ihrem Hauptversammlungsort. Die Versammlungen fanden meist zu den Zeiten statt, die eigentlich für Gottesdienste vorgesehen waren. Theodor Hoffmann hielt die Gottesdienste dann andernorts ab. Diese Zeit war für ihn sehr arbeitsintensiv; viele Menschen erkrankten schwer und starben, da sich Hunger und Fleckfieber breit machten; ferner gab es viele Obdachlose, die ihre Häuser hatten verlassen müssen, Personen, deren Eigentum entzogen worden war, oder die ihre Arbeit verloren hatten, denen Hoffmann helfen musste. Es gelang ihm, größere Geldmengen, die er zur Versorgung der Armen benötigte, vor den Bolschewiki zu verstecken, wodurch er effizient helfen konnte. Nach einem harten Arbeitstag meinte er:

„Wie bin ich Gott so dankbar, dass Er mich noch meine Arbeit tun lässt. Ich habe doch manchen trösten, manchem helfen können und, wenn ich auch nur bis jetzt hätte arbeiten dürfen, so hat sich mein Bleiben doch gelohnt.“

Ein Mitglied seiner Gemeinde erfuhr, dass die Bolschewiki nach Hoffmann fahndeten und bat ihn, sich bei ihm zu verstecken. Hoffmann lehnte das Angebot ab:

„Wie der Kapitän das Schiff nur als Letzter verlassen darf, so darf ich meine Gemeinde nicht verlassen und mich nicht in Sicherheit bringen.“

Stattdessen setzte er seine Arbeit in der gewohnten Weise fort. Die Bolschewiki nahmen sein Arbeitszimmer, schließlich seine Wohnung für sich in Anspruch. Auch in dieser Situation setzte Hoffmann seine Arbeit fort. 

### Festnahme
Im Februar 1919 nahm Theodor Hoffmann den Konfirmandenunterricht auf und vermutete, dass er diesen nicht zu Ende führen könnte, was sich aber nicht bewahrheitete. Die Gruppe wurde konfirmiert, er konnte auch beim Konfirmationsgottesdienst die Predigt halten. Nun sollte das Abendmahl folgen, als bewaffnete Personen zum Altar kamen, und ihn aufforderten, ihnen zu folgen. Theodor Hoffmann bestand aber erfolgreich darauf, erst das Abendmahl zu Ende zu führen. Zum Schluss spendete er sich selbst das Sakrament, dann sprach er mit klarer Stimme das Dankgebet und den Segen. Erst dann ließ er sich abführen. Von dieser Festnahme liegt ein schriftlicher Augenzeugenbericht eines Gemeindemitglieds vor, das sich sehr beeindruckt von Hoffmanns „Ruhe und Würde und Kraft des Glaubens“ zeigte, die sich auf die Gemeinde übertrug. Dieser Augenzeuge ging mit der Überzeugung nach Hause, dass niemand der Gemeinde ihren Glauben nehmen könne, welcher die „Tyrannei“, wie er sich ausdrückte, schließlich besiegen werde. Er urteilte später, dass Hoffmanns Vorbild wohl allen bei der Festnahme Anwesenden die nötige Kraft für die Besatzungszeit gegeben habe.

### Haft
Theodor Hoffmann wurde von den Bolschewiki außerhalb der Stadt im Rigaer Zentralgefängnis inhaftiert, zunächst in einer sehr nassen Zelle. Es gab zu wenig Bänke; nur ein Teil der Gefangenen konnte gleichzeitig sitzen. Niemand konnte sich ausstrecken. Nach einigen Tagen kam er in eine große helle Zelle, in der auch die Pastoren Erhard Doebler, Alfred Geist, Hermann Bergengruen, August Eckhardt und Eberhard Savary festgehalten wurden. Hier waren alle Geiseln der Bolschewiki inhaftiert. Die Pastoren befassten sich mit der Auslegung des Philipperbriefes, einem der Gefangenschaftsbriefe des Paulus von Tarsus (siehe Paulusbriefe). Hoffmann besaß gute exegetische Kenntnisse und vermochte, den schriftlichen Kommentar zu ersetzen. Als besonderen Trost betrachtete er Phil 4,13 : „Ich vermag alles durch den, der mich mächtig macht, Christus.“ Hoffmann verfügte über eine große Allgemeinbildung. So konnte er, ebenso wie die anderen Pastoren, den Mitgefangenen Vorträge halten, selbst über Volkswirtschaft. 
Von der Nebenzelle aus, in der die Frauen untergebracht waren, hörten Hoffmann und die anderen Gefangenen die Sängerin Marion von Klot abends das Lied „Weiß ich den Weg auch nicht, du weißt ihn wohl“ singen. Für den 1. Mai 1919 erwarteten die Gefangenen eine Amnestie, die aber ausblieb. Sie waren zwischen Hoffnung und Schicksalsergebenheit hin- und hergerissen.
Am 10. Mai schrieb Doebler in einem seiner Briefe, dass nun in allen Zellen täglich Morgen- und Abendandachten stattfänden. 
Hoffmann hungerte, wurde gedemütigt und mit dem Tode bedroht, was ihm gegenüber der christlichen Hoffnung aber nachrangig erschien. Er war überzeugt, dass die Besatzung durch die Bolschewiki vorübergehend sei und Riga bald zurückerobert werde, meinte aber, dass er selbst dies nicht erleben würde.
Wenige Tage vor seinem Tod konnte Hoffmann noch einmal mit seiner Frau sprechen. Er sagte ihr:

„Ihr werdet bald befreit sein, aber ich werde es nicht erleben, aber um mich sollt ihr nicht trauern.“

Er verabschiedete sich von seiner Frau in der Überzeugung, sie in diesem Leben nicht wiederzusehen. Er war abgemagert, schien aber seine Hoffnung weiter auf seinen Glauben zu setzen.

### Hinrichtung
Am 22. Mai 1919 stand das Gefängnis kurz vor der Erstürmung durch einen Stoßtrupp der Baltischen Landeswehr, wovon die Gefangenen nichts wussten. Kurz vor dem Rückzug der Bolschewiki aus Riga traten die Kommissare schwer bewaffnet in die Zelle und verboten jede Bewegung und jedes Wort. Dann wurden einige Adelige hinausgeführt. Die Eisentür wurde wieder geschlossen. Eckhardt betete nach einem Moment betroffener Stille laut für die Hinausgeführten. Noch vor Ende des Gebets wurde die Tür wieder geöffnet. Nun mussten einige Pastoren heraustreten, darunter Hoffmann, Bergengruen, Doebler, Eckhardt und Savary. Theodor Hoffmann und 32 Mitgefangene (siehe die untenstehende Liste) wurden in geordnetem Zug durch die langen Korridore unter schwerer Bewachung auf den Gefängnishof geführt. Dort hatten Soldaten der Roten Armee, welche die Wachmannschaft bildeten, Aufstellung genommen, und erschossen nun alle Hinausgeführten. Theodor Hoffmann starb als Erster, dem Baltischen Märtyrerbuch Oskar Schaberts zufolge (siehe unter „Literatur“) betete er zuvor um sein Seelenheil und auch für die, welche ihm den Tod brachten; dann durchbohrte eine Kugel sein Herz. Er kam abseits von den anderen Hingerichteten zu liegen.
Sofort danach flohen die Soldaten und Kommissare. Wenig später bahnte ein Panzerwagen der Landeswehr sich den Weg zum Gefängnis; die Verwandten der Gefangenen folgten ihm in den Hof. Sie waren erschüttert von dem Anblick, der sich ihnen bot. 
Schabert zufolge hatte Theodor Hoffmanns Leiche einen zutiefst friedlichen Gesichtsausdruck.

## Beisetzung
Die Trauerfeier für Hoffmann und Bergengruen fand am 28. Mai 1919 um 14 Uhr in Hoffmanns Kirche St. Peter statt. Die Kirche war schon lange vorher mit Menschen gefüllt. Der Gottesdienst wurde vom Oberpastor Karl Keller abgehalten, Pastor Victor Grüner predigte ebenfalls. Der Text für Hoffmann war der von ihm in seiner Gefangenschaft so geschätzte Vers Phil 4,13. Beigesetzt wurden beide bei gutem Wetter auf dem Petrifriedhof. An den Gräbern sprachen der Oberlehrer Karl Ernst Heinrich Hellmann von der Stadttöchterschule und der Oberlehrer Erich Moritz von Schrenck von der Hasfordschen Schule.